# Věž v Jerichu
Věž v Jerichu je kamenná věž, která stála v (pozdějším) městě Jericho na Západním břehu Jordánu. Je to asi 8,5 m vysoká kamenná budova postavená asi 8000 let př. n. l.
Patří k nejstarším kamenným stavbám světa, před objevením lokalit Göbekli Tepe a Tel Quaramel na konci 20. století bývala považována za nejstarší známou veřejnou stavbu světa. Věž byla nejvyšší stavbou světa do roku 5500 př. n. l., poté ji překonal Zikkurat Elam. Nejvyšší věží světa zůstala až do roku 1500 př. n. l., když ji překonal Obelisk v Luxoru. Věž byla postavena v období neolitu. Je to památka města Jericho spolu s hradbami města.